# Yenne
Yenne é uma comuna francesa, situada no departamento da Saboia, na região de Auvérnia-Ródano-Alpes.
Está situada a Leste da garganta Ródano, da garganta de Balme, dentro de Avant-Pays Savoyard preservando uma das mais antigas portas dos Estados de Saboia.